# Robert Ivers (judoka)
Robert Ivers (ur. 25 kwietnia 1969) – australijski judoka. Olimpijczyk z Sydney 2000, gdzie zajął trzynaste miejsce w wadze średniej.
Uczestnik mistrzostw świata w 1997. Startował w Pucharze Świata w 1991, 1995 i 2000. Zdobył dziewięć medali na mistrzostwach Oceanii w latach 1988 - 2000. Mistrz Australii w 1994, 1996 i 2000 roku.

## Letnie Igrzyska Olimpijskie 2000
| Konkurencja | Eliminacje           | Repasaże              | Klas. końcowa |
| Konkurencja | Przeciwnik I         | Przeciwnik I          | Miejsce       |
| ----------- | -------------------- | --------------------- | ------------- |
| 90 kg       | Keith Morgan (CAN) P | Rasuł Salimow (AZE) P | 13.           |